# A. Souriau et Cie
A. Souriau et Cie war ein französischer Hersteller von Automobilen.

## Unternehmensgeschichte
Das Unternehmen aus Montoire-sur-le-Loir begann 1907 mit der Entwicklung und 1912 mit der Produktion von Automobilen. Die Markennamen lauteten Souriau und Obus. 1914 endete die Produktion.

## Fahrzeuge
Das Unternehmen stellte Dreiräder her, bei denen sich das einzelne Rad vorn befand. Der Motor war hinter dem Vorderrad montiert und trieb dieses an. Neben dem Einzylindermodell 5 CV mit 625 cm³ Hubraum gab es das Modell 8 CV, das entweder über einen Zweizylindermotor mit 1250 cm³ oder über einen Vierzylindermotor mit 1460 cm³ Hubraum verfügte.